# Smocze kły
Smocze kły (ang. Dragon Teeth) – powieść Michaela Crichtona, wydana pośmiertnie 23 maja 2017 roku, której akcja rozgrywa się w 1876 r. na Zachodzie Stanów Zjednoczonych podczas wojny o kości. Jej maszynopis został odkryty wśród archiwów autora przez żonę Sherri Crichton.
Pierwsze polskie wydanie książki ukazało się 8 maja 2018 roku nakładem Domu Wydawniczego „Rebis”.

## Fabuła
William Johnson, student Yale wplątany w zakład ze swoim uczelnianym kolegą wyrusza w podróż na zachód by pracować u boku paleontologa Othniela Charlesa Marsha. W wyniku splotu okoliczności ostatecznie zostaje pomocnikiem Edwarda Drinkera Cope’a i zmuszony jest walczyć o przeżycie.